# 克兰 (约讷省)
克兰（法語：Crain，法語發音：[kʁɛ̃]）是法国勃艮第-弗朗什-孔泰大区约讷省的一个市镇，属于欧塞尔区。

## 地理
克兰（47°31'48"N, 3°33'14"E）面积9.9 平方千米，位于法国勃艮第-弗朗什-孔泰大區约讷省，该省份为法国中北部内陆省份，西接卢瓦雷省，西北接塞纳-马恩省，南至涅夫勒省，东临科多尔省，东北与奥布省接壤。
与克兰接壤的市镇（或旧市镇、城区）包括：马伊堡、约讷河畔吕西、沙泰勒桑苏瓦尔、约讷河畔库朗日、费斯蒂尼、约讷河畔利谢尔、约讷河畔梅里。

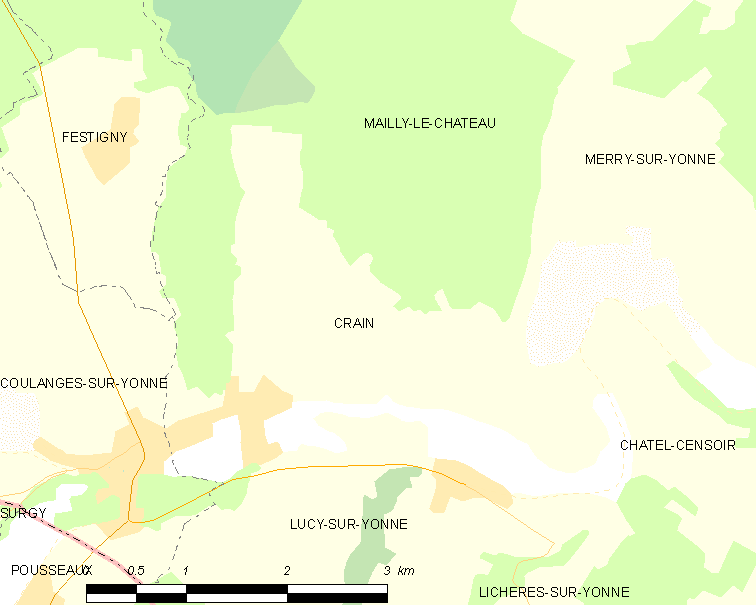
的OSM定位图

克兰的时区为UTC+01:00、UTC+02:00（夏令时）。

## 行政
克兰的邮政编码为89480，INSEE市镇编码为89129。

## 政治
克兰所属的省级选区为茹拉维尔县。

## 人口

1962-2008年间人口变化图示

克兰于2022年1月1日时的人口数量为411人。